# Ніка Кацарідзе
Ніка Кацарідзе (груз. ნიკა ქაცარიძე; 29 листопада 1978 — 5 січня 2022) — грузинський актор кіно і телебачення. Закінчив акторський факультет Грузинського державного університету театру і кіно імені Шота Руставелі. З 2005 року до смерті був артистом Державного драматичного театру імені Руставелі. Знявся у фільмах і серіалах «Острів мертвих», «Дочки моєї дружини», «Посеред міста».